# Liste der Vorsteher der Eidgenössischen Departemente
Die Liste der Vorsteher der Eidgenössischen Departemente gibt einen Überblick der Vorsteher (Bundesräte/Minister) der sieben Departemente (Ministerien) der Schweizerischen Eidgenossenschaft.
- Liste der Vorsteher des Eidgenössischen Departements für Umwelt, Verkehr, Energie und Kommunikation (UVEK)
- Liste der Vorsteher des Eidgenössischen Departements für Wirtschaft, Bildung und Forschung (WBF)
- Liste der Vorsteher des Eidgenössischen Finanzdepartements (EFD)
- Liste der Vorsteher des Eidgenössischen Departements für Verteidigung, Bevölkerungsschutz und Sport (VBS)
- Liste der Vorsteher des Eidgenössischen Justiz- und Polizeidepartements (EJPD)
- Liste der Vorsteher des Eidgenössischen Departements des Innern (EDI)
- Liste der Vorsteher des Eidgenössischen Departements für auswärtige Angelegenheiten (EDA)